# Beregama
Genre
Beregama est un genre d'araignées aranéomorphes de la famille des Sparassidae.

## Distribution
Les espèces de ce genre se rencontrent en Océanie.

## Liste des espèces
Selon World Spider Catalog (version 17.5, 15/01/2017) :
- Beregama aurea (L. Koch, 1875)
- Beregama cordata (L. Koch, 1875)
- Beregama goliath (Chrysanthus, 1965)
- Beregama herculea (Thorell, 1881)

## Publication originale
- Hirst, 1990 : A review of the genus Isopeda L. Koch (Heteropodidae: Araneae) in Australasia with descriptions of two new genera. Records of the South Australian Museum, vol. 24, p. 11-26 (texte intégral).